# Destroyer (Or About How to Philosophize with the Hammer)
Destroyer (Or About How to Philosophize with the Hammer) este cel de-al patrulea album de studio al formației Gorgoroth. Este singurul album de studio cu T-Reaper și Vrolok, ultimul cu Ares și primul cu Gaahl și Tormentor.
Subtitlul provine de la subtitlul cărții Amurgul idolilor (sau cum se filozofează cu ciocanul) de Friedrich Nietzsche.
Albumul a fost primit cu reacții adverse; unii au criticat lipsa unor structuri melodice notabile, alții au apreciat caracterul eterogen și haotic.

## Lista pieselor
1. "Destroyer" - 03:49
2. "Open The Gates" - 05:29
3. "The Devil, The Sinner And His Journey" - 02:36
4. "Om kristen og jødisk tru" (Despre creștinism și iudaism) - 04:47
5. "På slagmark langt mot nord" (Pe câmpuri de luptă departe în nord) - 05:08
6. "Blodoffer" (Sacrificiu de sânge) - 03:19
7. "The Virginborn" - 08:15
8. "Slottet i det fjerne" (Castelul îndepărtat)[3] - 03:41

## Personal
- Infernus - chitară, chitară bas (piesele 1, 3, 5 și 6), baterie (piesele 5 și 6), vocal (piesele 6 și 8)
- Tormentor - a doua chitară
- Pest - vocal (piesele 2, 4, 5 și 7)
- Gaahl - vocal (piesa 1)
- T-Reaper - vocal (piesa 3)
- Vrolok - baterie (piesele 2, 4 și 7)
- Frost - baterie (piesa 3)
- Ares - chitară bas (piesele 2, 4 și 7)